# فرانسیسکو خوسه پرس
فرانسیسکو خوسه پرس پرس (به اسپانیایی: Francisco José Pérez Pérez) (۸ سپتامبر ۱۹۲۰ میلادی – ۱۱ سپتامبر ۱۹۹۹ میلادی) یک شطرنج‌باز اسپانیایی/کوبایی بود. او در شهر بیگو استان پنتبدرای اسپانیا به دنیا آمد. خوزه پرز در مسابقات شطرنج قهرمانی اسپانیا در سال‌های ۱۹۴۸، ۱۹۵۴، و ۱۹۶۰ میلادی به پیروزی رسید.
او برای اسپانیا در المپیادهای شطرنج ۱۹۵۸ و ۱۹۶۰ میلادی و در مسابقات قهرمانی شطرنج برای تیم‌های اروپایی در ۱۹۶۱ میلادی بازی کرد.
بهترین نتیجه را با کسب مقام اول تورنمنت بین‌المللی سال ۱۹۵۹میلادی مادرید کسب کرد.
در همین سال عنوان استاد بین‌المللی را از فیده دریافت نمود.
پس از مهاجرت به کوبا در بازی‌های المپیاد ۱۹۶۴ میلادی، تیم این کشور را همراهی کرد.